# Bernard Dwork
Bernard Morris Dwork (Nueva York, 27 de mayo de 1923-Nuevo Brunswick, 9 de mayo de 1998) fue un matemático estadounidense, conocido por su aplicación del análisis p-ádico a funciones zeta locales, y en particular por una prueba de la primera parte de las conjeturas de Weil: la racionalidad. de la función zeta de una variedad sobre un campo finito. El tema general de su investigación fue la cohomología p-ádica y las ecuaciones diferenciales p -ádicas.

## Biografía
Estudió ingeniería eléctrica en el City College de Nueva York y en el Instituto Politécnico de Brooklyn. Sirvió en la Guerra del Pacífico durante la Segunda Guerra Mundial.
Recibió su doctorado en la Universidad de Columbia en 1954 bajo la dirección de Emil Artin (su asesor formal fue John Tate); Nick Katz fue uno de sus alumnos.
Pasó 3 años en la Universidad de Harvard y 7 años en la Universidad Johns Hopkins antes de unirse a la Universidad de Princeton como miembro de la facultad en 1964. Se convirtió en profesor de Matemáticas Eugene Higgins en 1978 y se convirtió en emérito en 1993. Fue nombrado Professore di Chiara Fama por el gobierno italiano y ocupó una cátedra especial en la Universidad de Padua desde 1992 en adelante.Publicó dos artículos bajo el seudónimo de Maurizio Boyarsky.

### Vida personal
Estaba casado con Shirley Dwork y es padre de la científica informática Cynthia Dwork, la historiadora Deborah Dwork y Andrew Dwork.

## Premios y honores
Por su demostración de la primera parte de las conjeturas de Weil, recibió (junto con Kenkichi Iwasawa) el Premio Cole en 1962. Recibió una beca Guggenheim en 1964.